# Priekuļi
Priekuļi (deutsch: Freudenberg) ist eine Ortschaft im Norden Lettlands und Hauptort der gleichnamigen Gemeinde Priekuļu pagasts. Die Entfernung zur Bezirkshauptstadt Cēsis beträgt etwa 7 km. Im Jahr 2015 waren 2307 Einwohner gemeldet.

## Geschichte
Die heutige Ortschaft entstand auf dem Gebiet des 1526 geschaffenen Gutes Freudenberg. Durch die Gründung einer Landwirtschaftlichen Schule 1910 und eines Landwirtschaftlichen Instituts mit Versuchsstation 1919 wuchs der Ort und erhielt 1990 eine eigene Gemeindeverwaltung. Das Hauptgebäude der Landwirtschaftsschule, der heutigen Technischen Schule, wurde von 1912 bis 1913 erbaut (Architekt: Aleksandrs Vanags).
1996 wurden die Lehrpläne der staatlichen Technischen Schule mit dem Schwerpunkt Landwirtschaft nach dem Vorbild der Landwirtschaftlichen Lehranstalten in Triesdorf umgearbeitet. Von 2009 bis 2021 war Priekuļi das Zentrum eines gleichnamigen Verwaltungsbezirks (lettisch: Priekuļu novads), der dann im Bezirk Cēsis aufging.

## Gemeinde Priekuļi
Die größten Siedlungen sind neben dem Hauptort Priekuļi Jāņmuiža, Dukuri, Jaunrauna, Annasmuiža, Garkalne, Inkuļi, Kunči, Lubiņas, Mežciemi, Pēterēni, Pieškalni, Rauguļi, Šautuves, Vaives dzirnavas und Vīstuči.

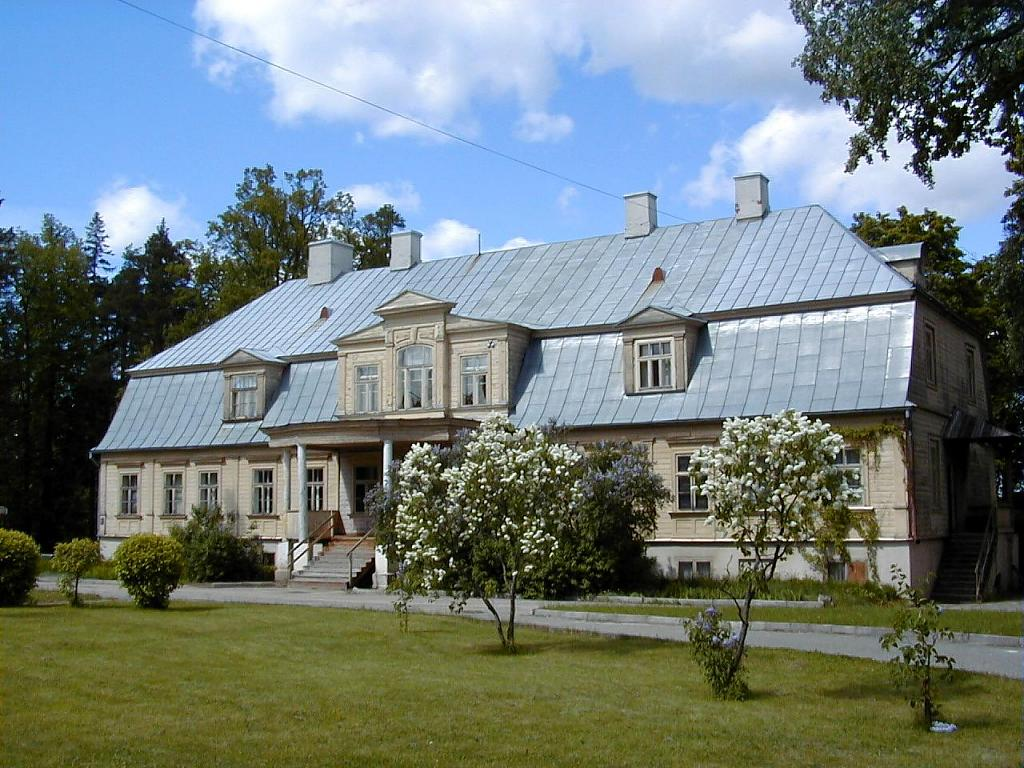
Herrenhaus Johannenhof in Jāņmuiža, erbaut Ende des 18. Jahrhunderts
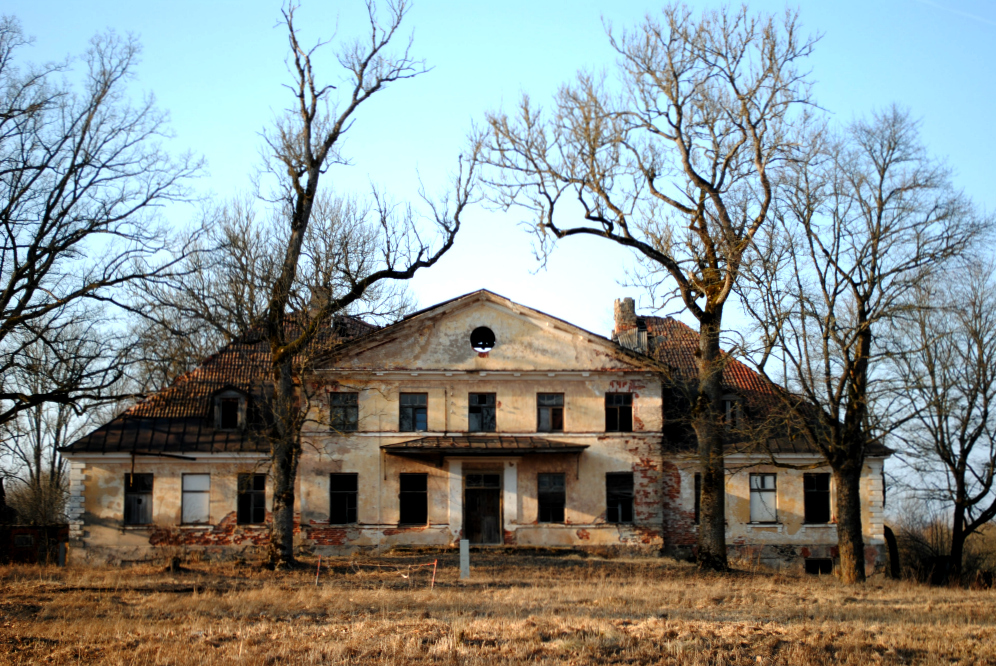
Herrenhaus Ronneburg in Jaunrauna, erbaut im 19. Jahrhundert
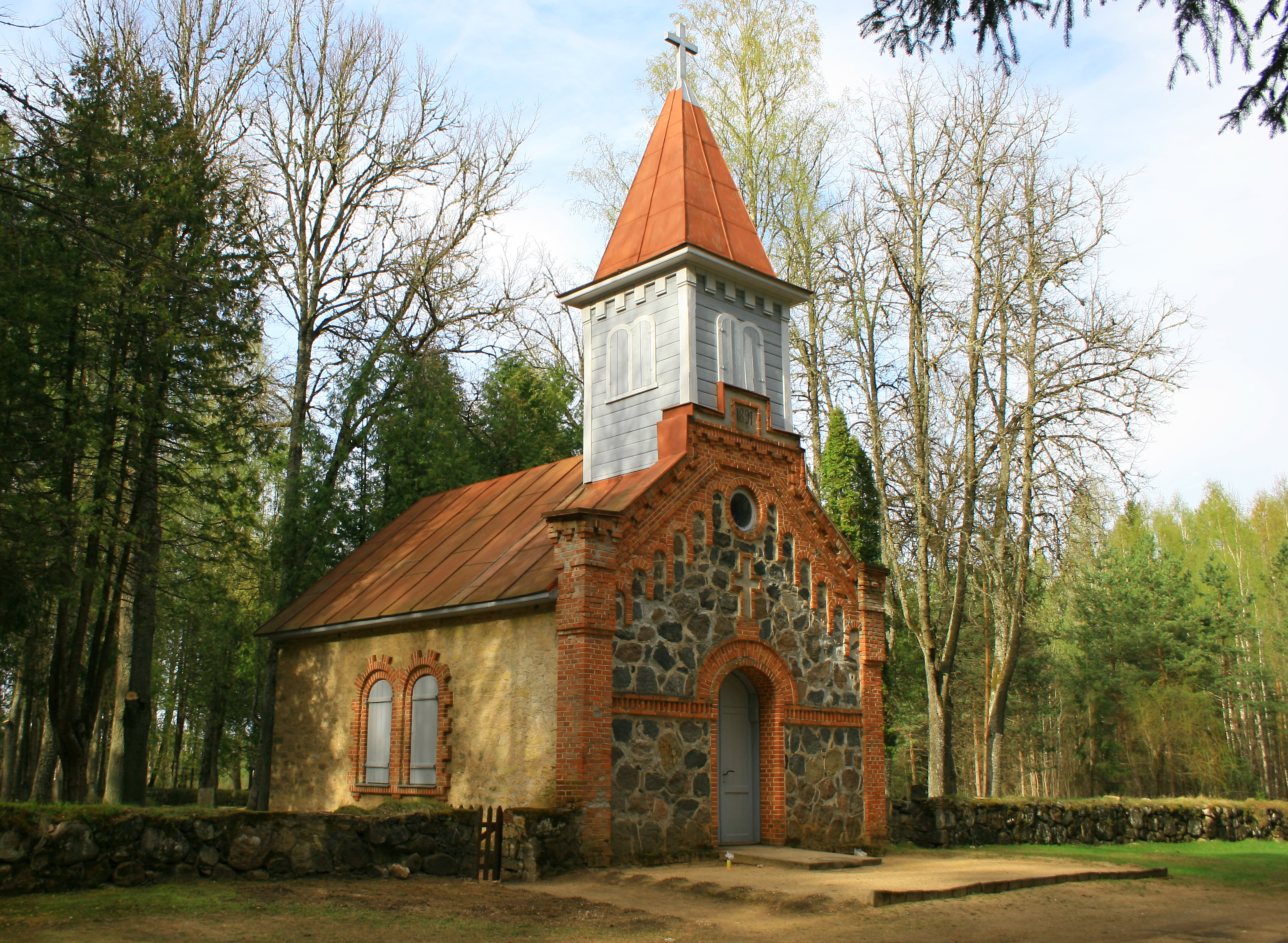
Friedhofskapelle Jaunrauna